# 圣科姆德弗雷内
圣科姆德弗雷内（法語：Saint-Côme-de-Fresné，法語發音：[sɛ̃ kom də fʁɛne] ⓘ）是法国卡尔瓦多斯省的一个市镇，属于巴约区。

## 地理
圣科姆德弗雷内（49°20'3"N, 0°36'22"W）面积4.31 平方千米，位于法国诺曼底大区卡爾瓦多斯省，该省份为法国西北部沿海省份，北濒大西洋英吉利海峡，东北与滨海塞纳省以海上边界相接，东临厄尔省，南至奧恩省，西与芒什省接壤。
与圣科姆德弗雷内接壤的市镇（或旧市镇、城区）包括：阿罗芒什莱班、阿内勒、默韦讷、里村。

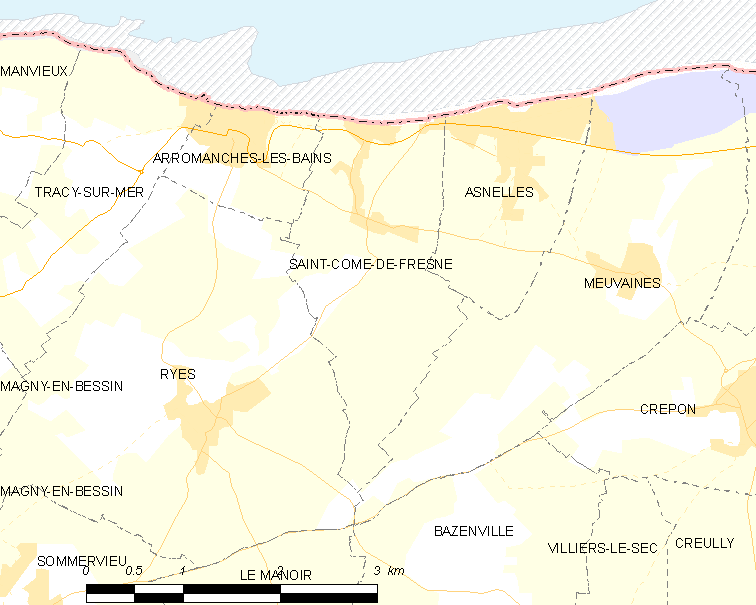
圣科姆德弗雷内的OSM定位图

圣科姆德弗雷内的时区为UTC+01:00、UTC+02:00（夏令时）。

## 行政
圣科姆德弗雷内的邮政编码为14960，INSEE市镇编码为14565。

## 政治
圣科姆德弗雷内所属的省级选区为滨海库尔瑟勒县。

## 人口

1962-2008年间圣科姆德弗雷内人口变化图示

圣科姆德弗雷内于2022年1月1日时的人口数量为252人。